# Alfred-Jarry-Theater
Das Alfred-Jarry-Theater (Théâtre Alfred Jarry) war ein nach Alfred Jarry, dem Autor von Ubu Roi, benanntes experimentelles Theater, das von Robert Aron, Antonin Artaud und Roger Vitrac 1926 in Paris gegründet wurde. Unter schwierigen Voraussetzungen fanden bis 1929 mehrere skandalumwitterte Inszenierungen statt, unter anderem Ein Traumspiel von August Strindberg, mit Tania Balachova in der Hauptrolle. 